# Jake Doyle-Hayes
Jake Billy Doyle-Hayes (Ballyjamesduff, 30 dicembre 1998) è un calciatore irlandese, centrocampista dello Sligo Rovers.

## Carriera

### Club
Cresciuto nelle giovanili dell'Aston Villa, ha esordito in prima squadra il 22 agosto 2017 in occasione dell'incontro della Coppa di Lega inglese vinto 4-1 contro il Wigan; in seguito ha giocato altre due partite in Coppa di Lega inglese, senza riuscire ad esordire in campionato. Nel gennaio del 2019 è stato ceduto in prestito fino al termine della stagione al Cambridge Utd, in Football League Two. Segue poi un ulteriore prestito, questa volta al Cheltenham Town, sempre in Football League Two. Nel 2020 viene acquistato a titolo definitivo dal St. Mirren, club militante nella Scottish Premiership. L'anno successivo passa all'Hibernian, altra squadra militante in Scottish Premiership, dove riesce a debuttare anche nelle coppe europee.

### Nazionale
Ha fatto quasi l'intera trafila delle nazionali giovanili irlandesi, dall'Under-17 all'Under-21.

## Statistiche

### Presenze e reti nei club
Statistiche aggiornate al 10 maggio 2022.
| Stagione           | Squadra            | Campionato         | Campionato | Campionato | Coppe nazionali | Coppe nazionali | Coppe nazionali | Coppe continentali | Coppe continentali | Coppe continentali | Altre coppe | Altre coppe | Altre coppe | Totale | Totale |
| Stagione           | Squadra            | Comp               | Pres       | Reti       | Comp            | Pres            | Reti            | Comp               | Pres               | Reti               | Comp        | Pres        | Reti        | Pres   | Reti   |
| ------------------ | ------------------ | ------------------ | ---------- | ---------- | --------------- | --------------- | --------------- | ------------------ | ------------------ | ------------------ | ----------- | ----------- | ----------- | ------ | ------ |
| 2017-2018          | Aston Villa        | FLC                | 0          | 0          | FACup+CdL       | 0+2             | 0               |                    | -                  | -                  |             | -           | -           | 2      | 0      |
| 2018-gen. 2019     | Aston Villa        | FLC                | 0          | 0          | FACup+CdL       | 0+1             | 0               |                    | -                  | -                  |             | -           | -           | 1      | 0      |
| Totale Aston Villa | Totale Aston Villa | Totale Aston Villa | 0          | 0          |                 | 3               | 0               |                    | -                  | -                  |             | -           | -           | 3      | 0      |
| gen.-mag. 2019     | Cambridge Utd      | FL2                | 6          | 0          |                 | -               | -               |                    | -                  | -                  |             | -           | -           | 6      | 0      |
| 2019-2020          | Cheltenham Town    | FL2                | 30+2       | 1+0        | FACup+CdL       | 3+1             | 0               |                    | -                  | -                  | EFLTrophy   | 0           | 0           | 36     | 1      |
| 2020-2021          | St. Mirren         | SP                 | 19+3       | 1+0        | CS+CdL          | 4+4             | 0               |                    | -                  | -                  |             | -           | -           | 30     | 1      |
| 2021-2022          | Hibernian          | SP                 | 34         | 2          | CS+CdL          | 3+4             | 0               | UECL               | 3                  | 0                  |             | -           | -           | 44     | 0      |
| 2022-2023          | Hibernian          | SP                 | 17         | 0          | CS+CdL          | 0+2             | 0               |                    | -                  | -                  | -           | -           | -           | 19     | 0      |
| 2023-2024          | Hibernian          | SP                 | 1          | 0          | CS+CdL          | 0               | 0               | UECL               | 4                  | 0                  | -           | -           | -           | 5      | 0      |
| Totale Hibernian   | Totale Hibernian   | Totale Hibernian   | 52         | 2          |                 | 9               | 0               |                    | 7                  | 0                  |             | 0           | 0           | 68     | 2      |
| Totale carriera    | Totale carriera    | Totale carriera    | 112        | 4          |                 | 24              | 0               |                    | 7                  | 0                  |             | 0           | 0           | 143    | 4      |